# Amy Dumas
Amy Dumas (n. 14 aprilie 1975, Fort Lauderdale, Florida, SUA), mai cunoscută sub numele de ring Lita, este o fostă sportivă americană ce a evoluat ca wrestler în promoția World Wrestling Entertainment. 
Este vocea principală a formației de muzică punk și are două percinguri în limbă, două în nas și un tatuaj pe brațul drept.
A avut relații cu Matt Hardy, Kane, Edge și CM Punk. De asemenea, a fost și prima divă care a învins-o pe Chyna.
Culorile sale preferate sunt albastru, negru, verde, turcoaz și mov. În relația cu Kane a rămas însărcinată dar din păcate într-un meci de wrestling Snitsky le-a omorât copilul.
După ce a făcut pentru o scurtă perioadă o parte din Extreme Championship Wrestling, Dumas a semnat cu World Wrestling Entertainment în 1999. Inițial făcea o pereche cu Essa Rios, dar a obținut cel mai mare push al ei alăturându-se fraților Hardy în Team Extreme. De-a lungul carierei sale, a câștigat centura feminină în WWE(WWE Women's Championship) de patru ori. Aventura sa cu Adam "Edge" Copeland din 2005, a despărțit-o pe Amy de Matt Hardy. WWE-ul a folosit "povestea" celor trei ca un storyline pe durata anilor 2005 și 2006, ceea ce a făcut fanii să o huiduie pe Dumas pentru prima oară în cariera sa.
După retragerea ei în anul 2006, ea și iubitul ei de atunci, Shane Morton, au format trupa de punk rock, The Luchagors. Trupa a lansat un CD pe 17 septembrie 2007.
Alături de Trish Stratus, Lita este considerată una dintre cele mai importante femei din industrie. Aceasta a inspirat multipli wrestleri din prezent. 
În 2014, Lita a fost adăugată în WWE Hall of Fame

## În wrestling
- Manevre de final
  - Lita Bomb (Release powerbomb or spin-out powerbomb) – 2003–2004 [5]
  - Lita DDT (Snap DDT)[3][4][6] – 2003–2006
  - Litasault (Moonsault)[3][4][7] – 2000–2006
  - Reverse Twist of Fate (Inverted facelock neckbreaker slam)[8]
  - Twist of Fate (Front facelock cutter)[3] – 2000–2005, folosit rar; adoptat de la Matt Hardy

- Alte manevre
  - Headscissors takedown
  - Lita-canrana(Diving hurricanrana)
  - Monkey Flip
  - Powerbomb
  - Reverse of Fate
  - Russian Legsweep
  - Snap suplex)
  - Suicide dive
  - Superplex
  - Tilt-a-whirl slam
  - Tornado DDT

- Manevre de echipă
  - Poetry in Motion

- Wrestleri care au avut-o pe Lita ca manager
  - Christopher Daniels[1]
  - Danny Doring[9]
  - Danny Doring and Roadkill
  - El Dandy
  - Essa Rios[9][10]
  - Team Xtreme (Matt Hardy și Jeff Hardy)[10]
  - Christian
  - Kane[1]
  - Christy Hemme[1]
  - Edge[1]
  - Mick Foley
  - Rated-RKO (Edge și Randy Orton)
  - Trish Stratus

- Muzică de intrare
  - "Super Bon Bon" de Soul Coughing (ECW)
  - "Simply Ravishing (Instrumental)" de Harry Slash & The Slashtones (ECW)
  - ″Crazy Loop″ (2000) (Used while teaming with Essa Rios)
  - "Electron" de Jim Johnston (2000)[11]
  - "Loaded" by Zack Tempest (May 2000 – 2002; folosită cu The Hardy Boyz ca Team Xtreme)[12]
  - "It Just Feels Right" by Jim Johnston ft. Amy Dumas (September 2000–2002)[11]
  - "Lovefurypassionenergy (remix)" de Boy Hits Car (2002–prezent)[11][13]

## Palmares în WWF/WWE
- - WWF/E Women's Championship (4 ori)[4]
  - WWE Women's Championship Tournament (2006)[14]
  - WWE Hall of Fame (2014)